# リーチ目
リーチ目（リーチめ）とは、パチスロの用語で通常プレイ中にボーナスゲームが当選したときに出る出目のことをいう。語源は麻雀用語の立直から。また、株式会社平和の登録商標である。

## 概要
ボーナスゲームの告知方法の一種で、設計段階で出目を決定してリール配列を決定している。また、告知ランプや液晶画面による告知など、リーチ目以外の演出と複合させることもある。
ボーナス絵柄が引き込めなかった時の出目なので、次回に目押しをすればボーナス絵柄が揃う。ストック機の場合、ボーナス放出の1G前のゲームでリーチ目で告知する場合や、強ハズレなどボーナスの即放出契機を引いた場合にリーチ目が出る機種もある（その場合、リーチ目は揃うがボーナス絵柄は揃わない）。
なお、基本的にチャンス目とリーチ目は別のものである。ただし北電子のパチスロ機では伝統的にリーチ目のことを「チャンス目」と呼んでいる。

## リーチ目の歴史
1.5号機までの時代にはリール制御が完全でない機種もあって、正確に目押しをすれば一発でボーナス絵柄を揃えることができる機種もあった。その時代にあってパチスロパルサー（日活興業）は、リールの回転にステッピングモーターを使用して出目をテーブル制御で決定する仕組みだった。この機種は、ボーナスが当たるとボーナス絵柄とその代役絵柄が後述の山佐パターンで出るようになっていた。これがリーチ目の始まりである。
「チェリー付き7」がリーチ目の条件になるパターンを応用した「チェリー抜き」等の攻略法も存在した。これは、通常ゲーム中に変則押しでリーチ目をテンパイさせ、リーチ目を外す制御でチェリーを獲得する方法であった。2号機以降のパルサーシリーズでは、絵柄配列の盲点はないので小役抜きは存在しない。

## リーチ目のバリエーション
機種によってリーチ目は様々である。例を挙げると以下のものに代表される。
- ボーナス絵柄とその代役絵柄が有効ライン上に直線で並ぶ、またはL字型・逆L字型・V字型・山型に出るパターン。
- 3連7絵柄や小役を挟んだ7絵柄が左リールに現れる。最初に止めるリールに現れるので「1確」と呼ばれる（サンダーV・ハナビなど）。
- 特定小役が菱形に揃う（「吉宗」など）。
- 特定の小役が特定の有効ラインに揃うもの（ワンダーセブン、スターダスト、アニマル、ネオプラネットXX）。
- 通常時は出現しない小役が極端に出るもの（アラジンシリーズの単チェリーなど）。
- 小役ハズレの際、右リールの下段に「チェリー付き7」（“ゲチェナ”＝下段チェリー付き7の意味）が出る。
- 6ライン以上有効（たとえば7ライン機）の機械において、変則ラインで小役が揃った形（ファウスト）。
- 1ライン機や4ライン機において、非有効ライン上で小役が揃ったように見える形。（キューティーハニー3、怪胴王）。
- 絵柄に含まれる"B"・"A"・"L"の文字が並ぶとリーチ目（『バルデビッグ』《バルテック》）
- ストック強制解除対象小役成立時のレアテーブル選択時に出現する特殊な出目（キングパルサー、ネオプラネット）

## パチンコにおけるリーチ目
過去には出目に規則性が存在するデジパチがあり、次に回転する時に大当たりをストップボタンで狙える出目のこともリーチ目と呼ばれていた。これらの機種は、リーチ目が出ると、リールやデジタルの中と右、左と中の同期を図り、目押しで攻略が可能であった。(キャプテンルーキーを参考。)

また、昨今ではパチンコにおける一部のオカルト愛好家が独自にデジタルの停止目に法則を持たせ（例：海物語における339等）、「以後○回転までは様子を見る」「この目が出たら○回転までに当たりが来る」とシマじゅうの客やホール側すら巻き込んでの当たった・当たらないの騒ぎに発展することも全国では多々見受けられるようであるが、上記のようにパチンコ機はヘソや電チューなどに入賞する度に毎回特別図柄が大当たりを抽選している完全確率方式なので、パチスロ機のストック機のような○ゲーム前に大当たりの前兆が現れるとか、この目が出れば数ゲームで当たるといったことはあり得ず、完全確率での抽選上は不可能であり、やはりオカルトの域を出ることはない。
それでも時折「オカルトでも楽しめればいい」という者をはじめとした、例えば前述したパチンコにおけるリーチ目の存在を完全に信じてしまっているようなオカルト肯定派と、「オカルトはあくまで個人が縁起担ぎや止め時の良いきっかけ程度にひっそりと楽しむもので、あたかもその演出や出目が出れば以後の大当たりやハマリが確定されたかのように雑誌で取り上げたり他人に吹聴ならびに推奨するべきではない。知識の乏しい者が誤った知識を身に付け、周りの一般客やホール側がパチンコ機の仕組みを説明するのに骨を折るだけである」と唱えるオカルト否定派との間でよく論争が巻き起こる。
　一方で、大当たりが確定してる状態に限り、保留先読みや疑似連予告などで特定の出目を停止させたりする演出を搭載してる機種はあり、そういった機種ではその出目をリーチ目と呼んでいる。